# كسب العيش (فلم 1914)
كسب العيش (بالإنجليزية: Making a Living)، يعرف أيضا (تشارلي يبذل قصارى جهده، جوني المفلس، المشاكل، وخذ صورتي)، وهو فيلم كوميدي أمريكي صامت، وهو أول فيلم من بطولة تشارلي تشابلن عرض لأول مرة في 2 فبراير 1914. تم إنتاجه في استوديوهات كيستون.

## طاقم التمثيل
- تشارلي تشابلن بدور النصاب
- فرجينيا كيرتلي بدور الابنة
- أليس دافنبورت بدور الأم
- هنري لهرمان بدور المراسل
- مينتا دورفي بدور امرأة
- تشيستر كونكلين بدور شرطي
- تشارلز إنزلي بدور محرر جريدة

## روابط خارجية
- كسب العيش على موقع IMDb (الإنجليزية)
- كسب العيش على موقع الموسوعة البريطانية (الإنجليزية)
- كسب العيش على موقع روتن توميتوز (الإنجليزية)
- كسب العيش على موقع ألو سيني (الفرنسية)
- كسب العيش على موقع أول موفي (الإنجليزية)
- كسب العيش على موقع فيلمافينيتي (الإسبانية)
- كسب العيش على موقع قاعدة بيانات الفيلم (الإنجليزية)
- كسب العيش على موقع ليتربوكسد (الإنجليزية)
- كسب العيش على موقع كينوبويسك (الروسية)